# WDDE
WDDE ist eine Public Radio Station in Dover, der Hauptstadt des US-Bundesstaates Delaware. WDDE ist die erste und einzige Public-Radio-News-Station in Delaware.
Sie gehört und wird betrieben von der Delaware First Media Corporation. Die Station übernimmt unterschiedliche nationale und internationale Programme des NPR, des BBC World Service und von Public Radio International genauso wie eigenproduzierte lokale Nachrichten.
WDDE sendet auf UKW 91,1 MHz mit 2,1 kW.
Die Radiostation nahm am 17. August 2012 ihren Betrieb von einem Studio auf dem Campus der Delaware State University in Dover aus auf.  Obwohl WDDE eine Kollaborationsvereinbarung mit der Delaware State University und der University of Delaware hat, wird die Station unabhängig von diesen Institutionen betrieben.